# Bimota DB6
La DB6 Delirio est un modèle de motocyclette du constructeur italien Bimota.
La DB6 est présentée pour la première fois lors du salon de la moto de Milan en 2005. Elle est l'œuvre de Sergio Robbiano. Elle peut être considérée comme la version roadster de la sportive DB5.
Elle reprend le moteur de la Ducati 1000 Multistrada, développant 92 ch à 8 500 tr/min pour 9 mkg à 4 500 tr/min. Il est alimenté par une injection électronique Magneti Marelli de 45 mm de diamètre.
Le cadre est un treillis tubulaire en alliage de chrome molybdène. Le bras oscillant reprend le même principe pour associer légèreté et résistance.

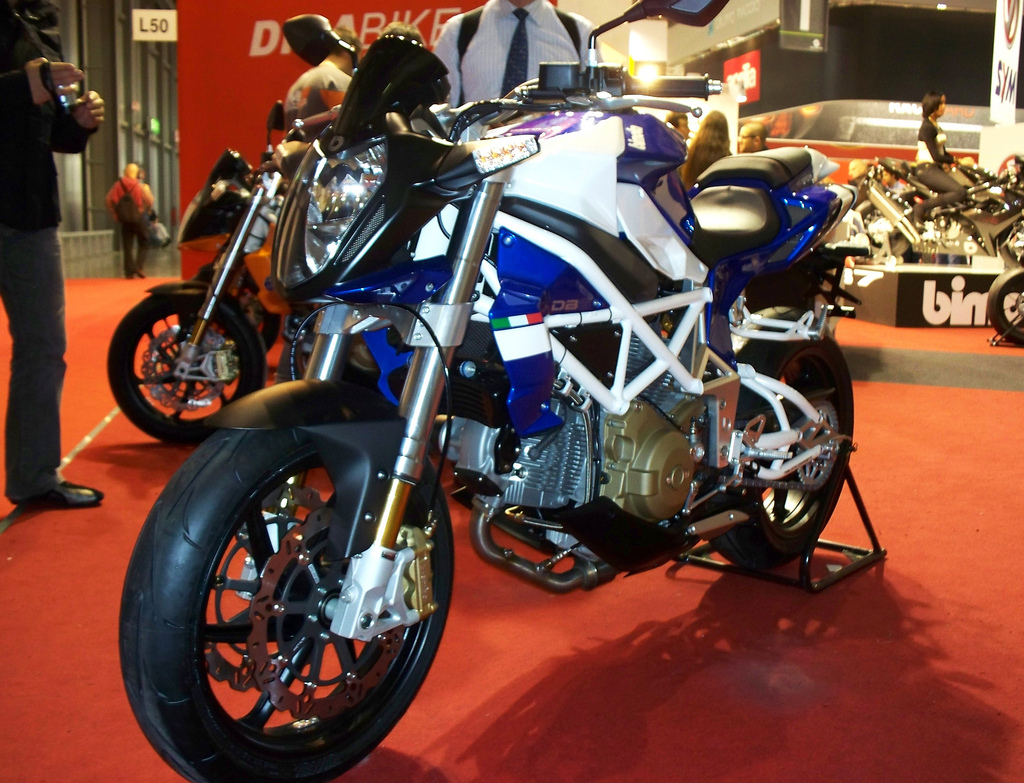
DB6 Delirio bleue 2009

La fourche télescopique inversée de 50 mm de diamètre est une Marzocchi tandis que l'amortisseur arrière est signé Extreme Tech.
L'ensemble du freinage est assuré par Brembo. Il est confié à deux disques de 320 mm à l'avant et un unique disque de 220 mm à l'arrière, respectivement mordus par des étriers quatre et deux pistons. Ces étriers sont montés radialement à l'avant. Les disques sont de type pétale.
Les silencieux d'échappement en inox sont ramenés sous la selle.
Courant 2007, la DB6 gagne le moteur de la Ducati 1100 Hypermotard. Outre l'augmentation de la cylindrée à 1 078 cm3, l'embrayage est désormais à sec et l'injection confiée à Walbro. La puissance passe à 95 ch à 7 000 tr/min, pour un couple de 10,5 mkg à 5 500 tr/min.
L'empattement gagne 5 mm, la hauteur de selle passe à 810 mm et le débattement de la roue arrière est de 120 mm.
Elle est disponible en noir ou blanc avec un cadre rouge. En 2009, elle peut également être recouverte d'une peinture bleue ou orange, avec un cadre blanc. Néanmoins, l'usine peut recouvrir du coloris de son choix chaque machine. À cette occasion, on a vu lors du salon de Milan 2009 une Delirio jaune et noire aux couleurs du fabricant de lubrifiant Bardahl. 

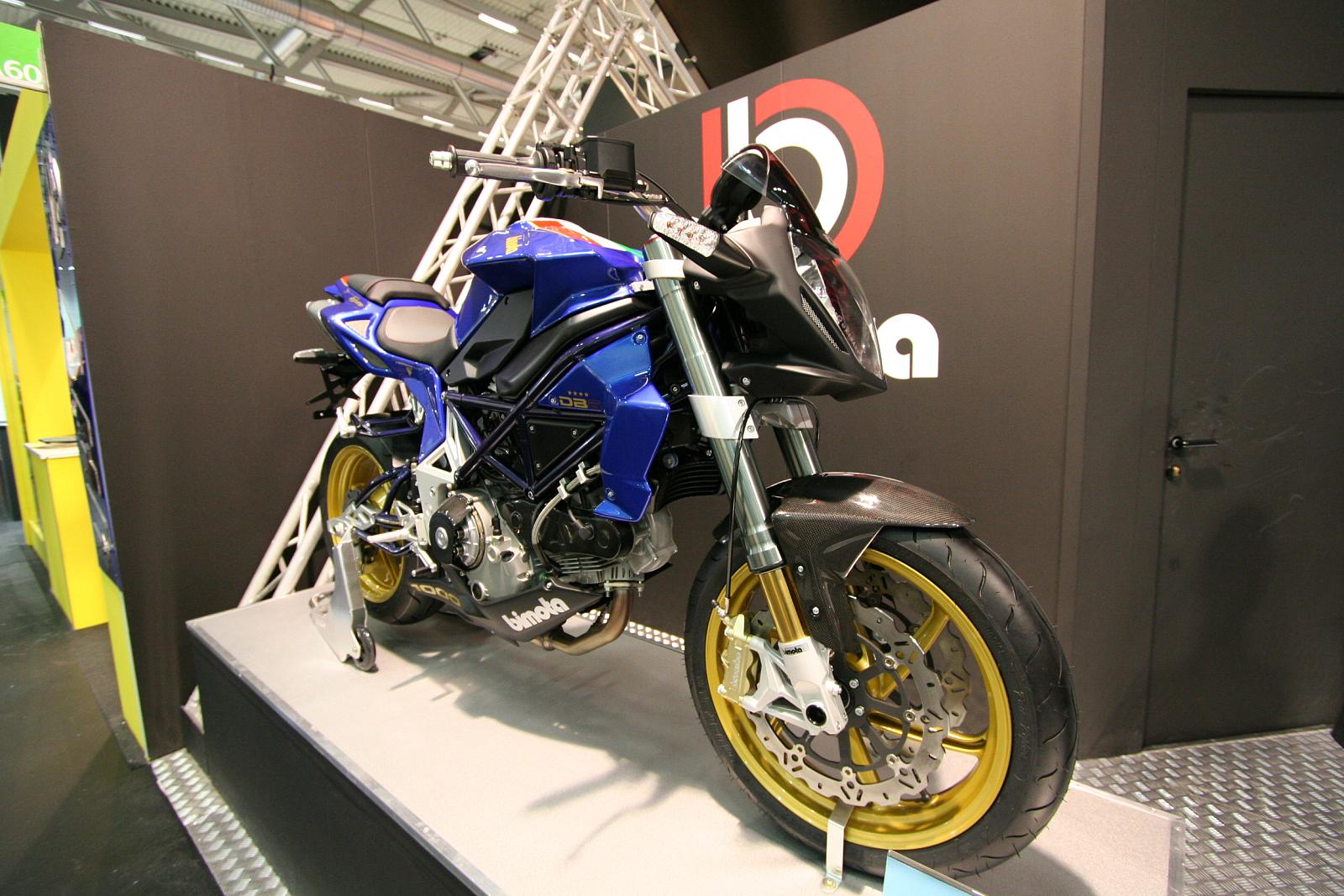
DB6 Delirio Azzuro

Pour commémorer la victoire de l'équipe d'Italie lors de la Coupe du monde de football de 2006, Bimota met en vente une série limitée de 23 exemplaires de la DB6 appelée DB6 Delirio Azzurro.
Pour 18 900 €, la moto est recouverte d'une peinture bleue, rehaussée par un drapeau italien qui court sur le haut de la moto, du feu arrière jusqu'au guidon. Sur les flancs de selle, un monogramme « Azzurro » est peint en doré. Il est complété par quatre étoiles, rappelant les quatre titres mondiaux de l'équipe. Les jantes sont peintes en doré.

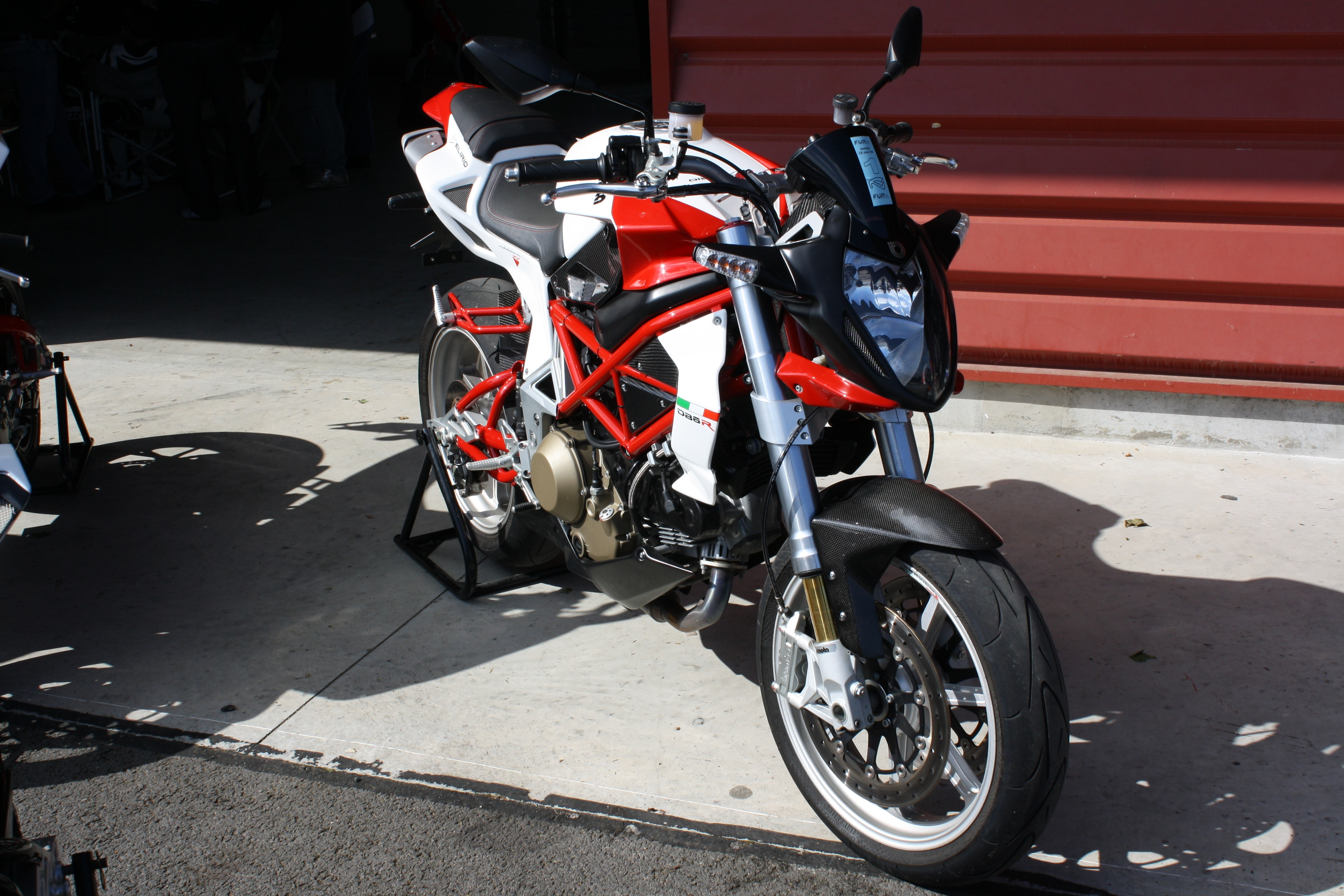
DB6R

Le salon de Milan 2007 dévoile la DB6R. Le poids est ramené à 170 kg par l'emploi de fibre de carbone sur le carénage tête de fourche, le réservoir et tous les éléments de carrosserie. Les jantes sont en aluminium forgé.
Le moteur est celui équipant la DB6 standard. Elle est disponible en blanc avec le cadre rouge, ou en noir mat.
Fin 2011, les DB6 et DB6R deviennent les DB6E et DB6RE (E pour évolution). Elles prennent le moteur de la Ducati Hypermotard 1100Evo, satisfaisant aux normes anti-pollution Euro3. Il développe désormais 98 ch à 7 500 tr/min,.
À l'instar de la DB5, la DB6 est complétée par une version DB6 Borsalino fêtant les 150 ans d'existence du fabricant de chapeau.
Elle se pare d'une livrée beige, complétée par un cadre et un bras oscillant peints en vert.
Le moteur est toujours celui de la 1100 Hypermotard.
Le préparateur japonais Motocorse propose la DB6C. Sur la base de la DB6R, Motocorse ajoute un échappement en titane, des jantes Marchesini en aluminium forgé.
Elle est vendue 3 150 000 Yens.
Il vend également une DB6S pourvue d'éléments de suspension Öhlins et de disques de frein avant de 298 mm de diamètre.
En juin 2008, à l'occasion du salon de Bologne, l'usine présente deux DB6 Delirio issues de sa collaboration avec Disabike. Elles proposent toutes les deux des solutions d'aménagement pour les handicapés. La première offre une poignée d'accélérateur à gauche, un joystick permettant de doser l'accélération à droite, des leviers de frein avant et arrière à la main gauche, un sélecteur de vitesse à la main droite.
La seconde propose un embrayage automatique.
En mars 2009, à l'occasion du salon de Tokyo, est présentée la DB-6/TMC. C'est une création conjointe entre Toy McCoy et l'importateur Motocorse (dont les initiales sont respectivement TM et MC, réunis pour l'occasion en TMC).
Les éléments de carrosserie se parent d'une peinture gris mat, censée rappeler la peinture de camouflage des avions de chasse. Le cadre, le bras oscillant, les étriers de frein, les carters du moteur, les couvercles de courroies de distribution ou les tubulures d'échappement subissent le même traitement. Le guidon est anodisé en marron et la selle, portant l'inscription « DB-6/TMC » est recouverte d'alcantara.
Elle n'est fabriquée qu'à trois exemplaires réservés au marché japonais et vendus 3 911 660 Yens. Néanmoins, cette DB6 est vendue avec un casque de marque Buco assorti.
Le 11 mars 2010, lors du salon de Rome est présenté la DB6 Superlight. À l'instar de la DB7 Oronero, avec l'aide de BR Bike Research, la DB6 se voit équipée d'un cadre en fibre de carbone, toujours ancré sur des platines en aluminium. Les fourreaux de la fourche sont également en fibre de carbone. Le moteur bénéficie de l'allègement apporté par Ducati pour l'Hypermotard, avec trois kilos de moins sur le bas moteur. La DB6 Superlight affiche 158 kg à sec, soit 19 de moins que le modèle standard.
La DB6 a été produite en 567 exemplaires. On dénombre 199 DB6 1000 cm3. En 1100 cm3, on trouve 238 DB6, 20 DB6 E, 80 DB6R, 29 DB6RE, 1 Borsalino.